# إد ماكولي
إد ماكولي (بالإنجليزية: Ed Macauley) مواليد 22 مارس 1928 في سانت لويس - الوفاة 8 نوفمبر 2011، كان لاعب كرة سلة أمريكي تحول إلى التدريب بعد الاعتزال بدأ مسيرته الاحترافية في سنة 1949. بلغ طوله 6 قدم 8 بوصة (2.0 م). اعتزل اللعب في 1959.

## فرق لعب لها
- بوسطن سيلتكس
- أتلانتا هوكس

## روابط خارجية
- إد ماكولي على موقع إن بي أي (الإنجليزية)
- إد ماكولي على موقع سبورتس رفرنس (الإنجليزية)
- إد ماكولي على موقع كلية كرة السلة في سبورتس رفرنس.كوم (الإنجليزية)
- إد ماكولي على موقع ريلجم (الإنجليزية)
- إد ماكولي على موقع بروبوليرز (الإنجليزية)
- إد ماكولي على موقع قاعة المشاهير الجامعة الوطنية لكرة السلة (الإنجليزية)
- إد ماكولي على موقع سبورتس رفرنس (الإنجليزية)